# カナウジ
- カンノージ

座標: 北緯27度04分 東経79度55分 / 北緯27.07度 東経79.92度
カナウジ（ヒンディー語: कन्नौज, ヒンディー語発音: [kə̃n̪.n̪ɔːd͡ʒ] カンノージ, 英語: Kannauj）は、インドの都市。ウッタル・プラデーシュ州に属する。カーニャクブジャ（Kanyakubja）とも称される。古代から中世にかけて繁栄した北インドの古都。現在の人口は71,530人（2001年）。

## 立地
ウッタル・プラデーシュ州のほぼ中央やや西寄りに位置し、カーンプルの北西約80キロメートルに所在する。ガンジス川上流右岸に立地している。

## 伝承
伝説によれば、あるリシ（仙人）が、邪推から腹をたて、王の友人の娘を呪い、せむしにしてしまったという。カーニャクブジャとは「せむしの娘たちの町」という意味である。

## 歴史

カナウジをめぐる三国の抗争。パーラ朝（紫）、プラティーハーラ朝（緑）、ラーシュトラクータ朝（橙）

6世紀半ばのグプタ朝滅亡後の分裂後、マウカリ朝の都となっていたが、7世紀初頭、王が後継なく死去したのち、義理の兄にあたるヴァルダナ朝のハルシャ・ヴァルダナが、マウカリ朝を併合し、この地を都として四囲を征討し、広大な版図を統治した。

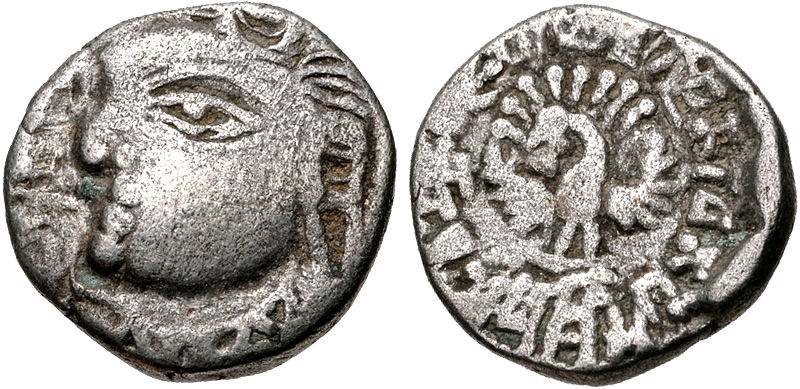
6世紀の硬貨

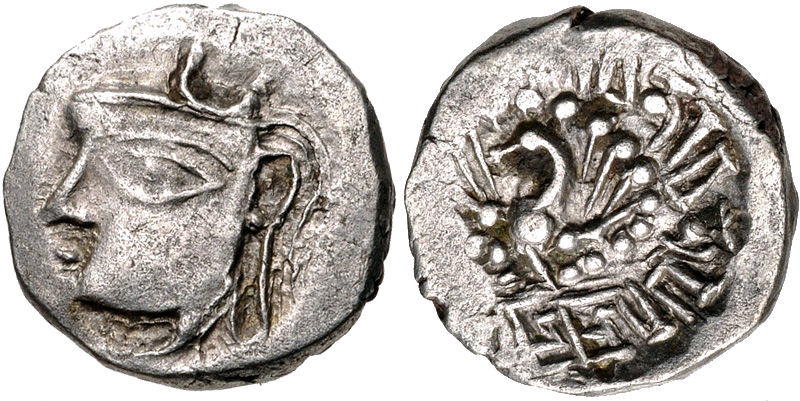
7世紀の硬貨

当時、インドを訪れた玄奘は、『大唐西域記』において、カナウジを曲女城（きょくじょじょう）と記し、その繁栄ぶりや当時のインドの人びとの正直で誇り高いようす、カースト制度などについて伝えている。
また、9世紀半ばから10世紀後半にかけて、プラティーハーラ朝もカナウジを都としてガンジス川上・中流域からインド西部を統治した。歴代の王は芸術を愛し、ヒンドゥー教とともに仏教も保護したので、町は北インド文化の一大中心地となった。また、東のパーラ朝（8世紀後半-12世紀前半）、南のラーシュトラクータ朝（753年-973年）もカナウジを支配しようとしたため、三者は互いに争うこととなった。
11世紀よりアフガニスタンを拠点としたイスラーム勢力が侵入してくると、カナウジは衰退へと向かった。1019年にはガズナ朝のマフムードによる襲撃を受け、1194年にはゴール朝によって再び略奪された。13世紀よりデリー・スルターン朝の統治下におかれたのちは、かつての繁栄を取り戻すことはなかった。市内には、ジャイナ教風の柱をもつモスクの一部が残る。また、ムスリムの城主マダン・シャーの墓廟建築がある。